# So Excited
A So Excited Janet Jackson amerikai énekesnő második kislemeze kilencedik, 20 Y.O. című stúdióalbumáról. Egy részletet használtak fel hozzá Herbie Hancock Rockit című dalából (1983). A dalban Khia rappel. A So Excited csak a 90. helyig jutott a Billboard Hot 100-on, a dance listán azonban Jackson tizenhetedik listavezető száma lett.

## Fogadtatása
A dal premierje 2006. augusztus 19-én volt Jermaine Dupri So So Def Radio című műsorában az atlantai WVEE-FM rádión. Az iTunes-on augusztus 29-étől kezdődően az album megrendelésekor ingyenesen le lehetett tölteni.
A Billboard Hot R&B Hip-Hop Songs slágerlistán a 75. helyen nyitott 2006. szeptember 30-án, és a 34. helyig jutott. A Billboard Hot 100 lista 90. helyén nyitott, ami alulmúlta a várakozásokat; miután ez volt az album második kislemeze, ami nem aratott sikert, a kiadó nem jelentetett meg több kislemezt kereskedelmi forgalomban a 20 Y.O.-ról.
A Hot Dance Club Play listán a So Excited lett Janet egymás utáni 22. top 10 dala, és a 17. listavezetője.

## Videóklip és remixek
A dal videóklipjét Joseph Kahn rendezte, és Los Angelesben forgatták augusztus 23-án és 24-én. Bemutatója a BET Access Granted című műsorában volt szeptember 13-án. A BET 106 & Park műsorában az album megjelenésének napján, szeptember 26-án adták először, és október 31-én a műsor slágerlistájának első helyére került. A MuchMoreMusic napi Top 10 listáját is vezette, a heti slágerlistán a 8. helyre került.
A klipben Janet és társai egy szállodában táncolnak. A kamera gyakran röntgenként is funkcionál, átvilágítja a táncosok ruháját, és az is kiderül, hogy a szomszéd szobában ott van Jermaine Dupri. Khia kevesebbet rappel, mint a dal albumváltozatában, bár felvették a hosszabb rapszövegét is. A rendező, Kahn az Access Granted műsorában kijelentette, ez volt az első videóklipje, melyet kizárólag digitális kamerákkal vettek fel.
A klip három változatban készült el: az eredeti változat, melyben Khia rapszövege is benne van, az ún. revised version vagy VH1-változat világosabb és más jelenetek vannak benne, valamint az ún. premierváltozat vagy BET-változat, amely sötétebb; ezt adták elsőként az Access Grantedben.
Az MTV október 10-éig nem volt hajlandó játszani a klipet, végül azonban leadták a MTV Video Wake-up műsorban, de a Total Request Live-on nem lehetett szavazni rá.

### Hivatalos remixek
| - Album version (3:15) - Radio Edit (3:15) - Album Instrumental (3:15) - Album A Cappella (3:12) - Badshah Khan Remix feat. Deeyah (3:48) - Bimbo Jones Radio Edit (3:10) - Bimbo Jones Club Remix (6:45) - Bimbo Jones Dub Edit / Bimbo Jones Remix Instrumental (6:48) | - Eddie Baez Mix (8:58) - Khia's Hood Remix (5:15) - Junior Vasquez Radio Edit (3:18) - Junior Vasquez World Mixshow - Junior Vasquez Mixshow Edit (5:11) - Junior Vasquez Club Mix (7:22) - Junior Vasquez Dub Mix / Junior Vasquez Instrumental Dub (7:14) - Rap Remix feat. Fabolous & Fat Man Scoop (3:44) |

## Változatok
Európai CD kislemez
1. So Excited (Album Version) – 3:19
2. Call on Me (Luny Tunes Main Mix) – 3:42

Német CD maxi kislemez
1. So Excited (Album Version) – 3:19
2. So Excited (Junior Vasquez Club Mix) – 7:17
3. So Excited (Bimbo Jones Club Mix) – 7:13
4. So Excited (videóklip) – 3:22

Amerikai és európai promó CD
1. So Excited (Album Version) – 3:17
2. So Excited (Radio Edit) – 3:16
3. So Excited (Album Instrumental) – 3:15

## Helyezések
| Slágerlista (2006)                          | Legmagasabb helyezés |
| ------------------------------------------- | -------------------- |
| USA Billboard Hot 100                       | 90                   |
| USA Billboard Hot R&B/Hip-Hop Songs         | 34                   |
| USA Billboard Rhythmic Top 40               | 38                   |
| USA Billboard Pop 100                       | 80                   |
| USA Billboard Hot Dance Club Play           | 1                    |
| USA Billboard Hot Dance Airplay             | 21                   |
| USA Billboard Hot R&B/Hip-Hop Singles Sales | 10                   |
| Ausztrália ARIA Top 50 Club Chart           | 41                   |
| Brazil Top 40 Dance Traxx                   | 16                   |
| Dél-afrikai (5 FM Top 40)                   | 3                    |
| Finn Top 20                                 | 9                    |
| Global Dance Tracks                         | 25                   |
| Japán J-Wave Tokio Hot 100                  | 1                    |
| Japán Oricon slágerlista                    | 13                   |
| Olasz Top 50 kislemez                       | 30                   |
| Orosz rádiós Top 100                        | 58                   |
| Spanyol kislemezlista                       | 13                   |